# El general
El general (títol original: The General) és una pel·lícula irlandeso-britànica en blanc i negre i color, dirigida per John Boorman el 1997 i estrenada l'any següent. Ha estat doblada al català.

## Argument
The General descriu la vida i la mort de Martin Cahill. Anomenat el general , creix als barris pobres de Dublín i acaba en el bandolerisme. Es va fer una llegenda per la seva arrogància enfront de l'autoritat, el seu plaer a ridiculitzar l'Església i les institucions i per la barreja explosiva de violència, d'humor i de generositat que el caracteritzava.
La pel·lícula comença per la mort del personatge principal (Cahill) per tres trets. Després, la vida del personatge i el que haurà conduït a aquest assassinat és descrit. El personatge i la seva banda van realitzar robatoris d'alta volada. Les seves operacions van acabar atraient l'atenció, a més a més de la Garda (policia de la república d'Irlanda), de l'IRA i de l'UVF.

## Repartiment
- Brendan Gleeson: Martin Cahill
- Adrian Dunbar: Noel Curley
- Sean McGinley: Gary
- Maria Doyle Kennedy: Frances
- Angeline Ball: Tina
- Jon Voight: inspector Ned Kenny

## Premis
- Premi de la posada em escena al Festival Internacional de Cinema de Canes.[3]

## Música
- Es pot sentir "It was once My Life" i "So Quiet Here", compostes i cantades pel cantant irlandès Van Morrison
- Els crèdits del final s'acompanyen amb "Don't Fence Me In" de Cole Porter